# Raquel Castro
Raquel Castro, född 17 november 1994 i New York, är en amerikansk skådespelare.

## Filmografi i urval

### Film
- 2004 – Jersey Girl
- 2009 – The Ministers
- 2009 – Brooklyn's Finest

### TV
- 2002 - Tredje skiftet
- 2005 - Law & Order: Special Victims Unit

## Fotnoter
1. ↑  Deutsche Synchronkartei, Deutsche Synchronkartei skådespelar-ID: 2102, läst: 4 april 2022.[källa från Wikidata]